# یوهانس تاولر
یوهانس تاولر (آلمانی: Johannes Tauler؛ ۱۳۰۰ – ۱۵ ژوئن ۱۳۶۱) یک الهی دان اهل آلمان بود.